# Psychine
Psychine é um género botânico pertencente à família Brassicaceae.